# Matej Marin
Pour les articles homonymes, voir Marin.
Matej Marin, né le 2 juillet 1980 à Ptuj et mort le 5 septembre 2021 à Wels,, est un coureur cycliste slovène.

## Palmarès

### Par année
- 1999
  - 1re étape du Tour de Croatie
- 2002
  - Memorijal Stjepan Grgac
- 2003
  - Memorijal Stjepan Grgac
- 2004
  - 2e de Tour de Serbie
- 2005
  - 1re étape a du Tour de Serbie
  - 2e du GP Palma
- 2006
  - 1re étape du Rhône-Alpes Isère Tour
- 2009
  - Tour of Vojvodina I
- 2010
  - Banja Luka-Belgrade II
  - Tour of Vojvodina I
- 2011
  - Eröffnungsrennen Leonding
  - 2e de Banja Luka-Belgrade I
- 2012
  - 1re étape du Tour de Szeklerland (contre-la-montre par équipes)
  - 3e du Tour de Szeklerland
- 2013
  - 3e étape de l'Istrian Spring Trophy
  - 2e du Grand Prix Šenčur
- 2014
  - Grand Prix de Sarajevo
  - Memorijal Stjepan Grgac
  - 3e de Croatie-Slovénie

### Classements mondiaux
| Année           | 2005 | 2006 | 2007  | 2008 | 2009 | 2010 | 2011 | 2012 | 2013 | 2014 | 2015 |
| --------------- | ---- | ---- | ----- | ---- | ---- | ---- | ---- | ---- | ---- | ---- | ---- |
| UCI Europe Tour | 338e | 637e | 1187e | 711e | 305e | 569e | 312e | 422e | 375e | 238e | 956e |